# Maidenhead United Football Club
Maidenhead United Football Club é um clube de futebol de Maidenhead, Berkshire, Reino Unido. O clube foi fundado em 1870 e mudou-se para o atual estádio em York Road no ano seguinte. A Football Association reconhece que esse é o estádio mais antigo sendo usado de forma contínua no mundo. Atualmente disputa a National League que equivale a 5ª divisão do futebol inglês.

## Títulos

### Liga
- National League South: 1

2016–17
- Corinthian League: 3

1957–58, 1960–61, 1961–62
- Spartan League: 3

1926–27, 1931–32, 1933–34
- Great Western Suburban League: 1

1919–20
- West Berkshire League: 1

1902–03

### Copa
- Isthmian League Full Members Cup: 1

1996–97
- Corinthian League Memorial Shield: 2

1956–57, 1961–62